# Cratere Roma
Roma è un cratere sulla superficie di 21 Lutetia.